# Cybianthus verticilloides
Cybianthus verticilloides är en viveväxtart som först beskrevs av Cuatr., och fick sitt nu gällande namn av G. Agostini. Cybianthus verticilloides ingår i släktet Cybianthus, och familjen viveväxter. Inga underarter finns listade i Catalogue of Life.